# Demografía de Bosnia y Herzegovina

Ciudades de más de cincuenta mil habitantes (en 2013).

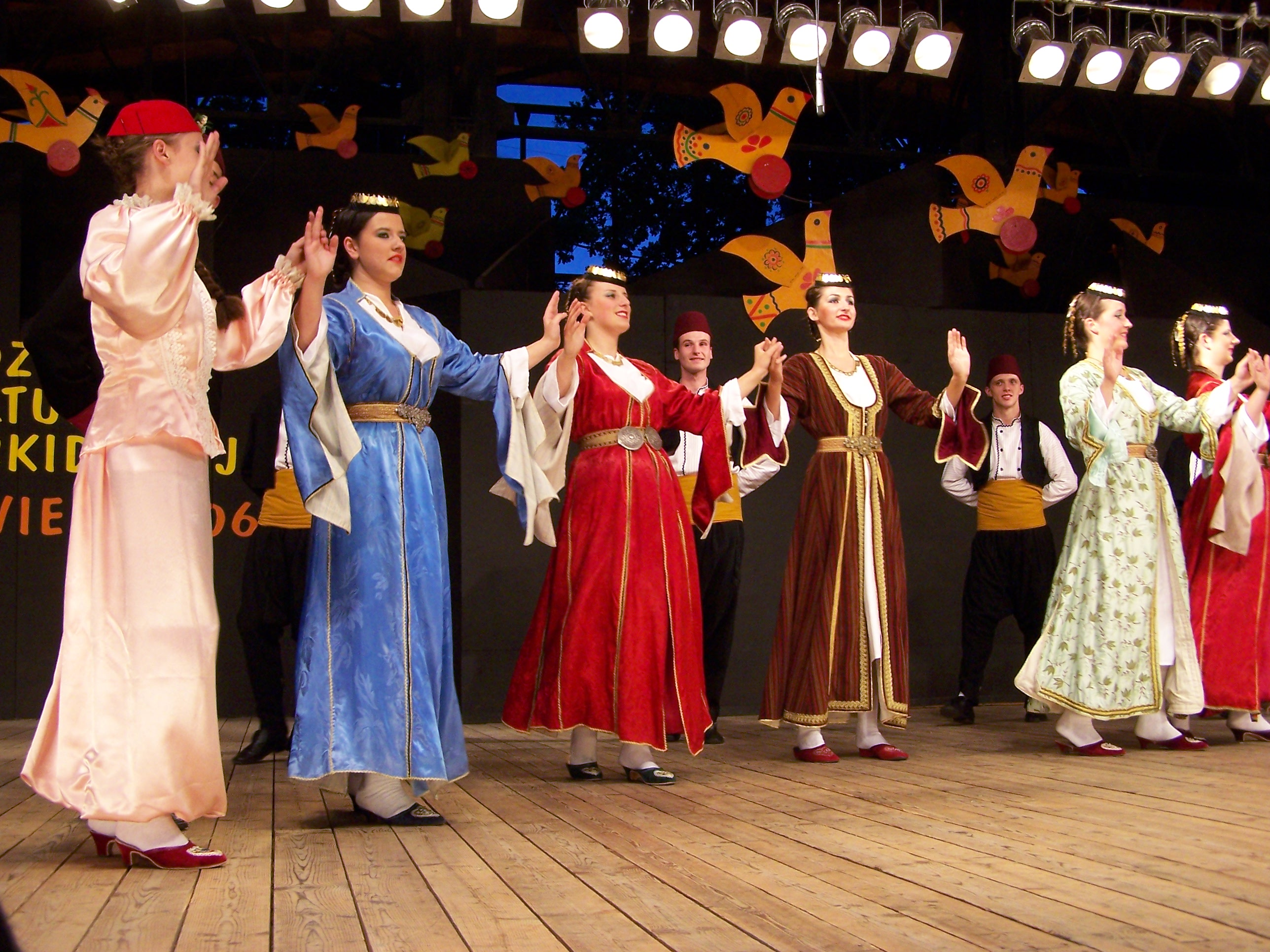
Bosníacos.

La demografía de Bosnia y Herzegovina estudia estadísticamente la estructura y la dinámica de la población residente en el territorio bosnioherzegovino, así como los procesos que la determinan: fecundidad, mortalidad y migración (emigración e inmigración) en dicho territorio.
Según el censo de población realizado en 1991, Bosnia y Herzegovina tenía una población de 4 369 319 habitantes, mientras que el censo del Banco Mundial realizado en 1996 bajó hasta los 3 764 425 habitantes. Los movimientos migratorios producidos a gran escala durante las guerras yugoslavas en los años noventa han causado grandes cambios demográficos en el país. Entre 1991 y 2013, los desacuerdos políticos hicieron imposible organizar un censo. Se planeó la realización de un censo en el 2011, y posteriormente en el 2012, pero no se realizó hasta octubre del 2013. Según el censo de población realizado en ese año hay un total de 3 791 622 habitantes en 1,16 millón de viviendas; por lo que ha habido una reducción de 585 411 habitantes desde el censo de 1991.
En Bosnia y Herzegovina habitan principalmente tres grupos étnicos, los cuales son los bosníacos, serbios y croatas. También se pueden encontrar minorías como los judíos y los gitanos. Según los datos del censo de 2013, los bosníacos constituyen el 50,11 % de la población, los serbios el 30,78 %, los croatas el 15,43 %, mientras que otras etnias corresponden al 2,73 %, mientras que el resto de la población no responden.
El territorio se divide en la Federación de Bosnia y Herzegovina y la República Srpska. Proporcionalmente, la Federación ocupa un 51% del territorio y la República, el 49 % restante. La zona denominada Herzegovina es contigua a Croacia y Montenegro, y tradicionalmente fue poblada por una mayoría étnica croata en el oeste y serbia en el este.
La capital es Sarajevo, con medio millón de habitantes. Otras ciudades de más de 100 000 habitantes: Banja Luka, Tuzla, Bijeljina, Zenica, Mostar y Brčko. De acuerdo con cálculos de 2013, cinco de las localidades más pobladas del país superaban los 75 000 residentes. Estas eran: la capital Sarajevo (299 041 habitantes), Banja Luka (243 031), Mostar, (128 448) Tuzla (100 825), Zenica (93 400) y Bijeljina (80 731).

## Población
Aunque basándose únicamente en estimaciones, ya que tras la guerra de Bosnia (1992-1995) y los importantes desplazamientos de población acaecidos en su marco no se ha realizado un censo fiable, se considera que la población de Bosnia y Herzegovina no ha experimentado en lo que a cifras globales se refiere grandes variaciones respecto a los datos del último censo de la República Federal Socialista de Yugoslavia.

## Etnias
De acuerdo a los datos del censo del 2013, los bosnios constituyen un total de 50.11 % de la población, los serbobosnios un 30.78 %, los bosniocroatas un 15.43 % y otros un 2.73 %, con el resto de las personas encuestadas sin una respuesta clara en relación con la etnia con la cual se identifican. Los resultados del censo fueron impugnados por la oficina de estadística de la República Srpska y por políticos serbobosnios. La disputa en el censo se debe al añadir los residentes bosnios no permanentes, algo a lo que se oponen en la República Srpska. Sin embargo, la oficina de estadística de la Unión Europea, Eurostat, concluyó en mayo del 2016 que la metodología del censo usada en la agencia de estadística de Bosnia sigue las recomendaciones internacionales.
Geográficamente, los bosniocroatas (principalmente católicos) se concentran al oeste del país en Herzegovina así como también de manera aislada en algunos sectores de Bosnia central y Posavina. Los serbobosnios (principalmente cristianos ortodoxos) se encuentran de manera más dispersa, siendo mayoría en el este y el norte. Por último, los bosnios predominan en bosnia central, además del cantón de Bihać y Gorazde. El resto de minorías corresponden principalmente a albanos y gitanos.
Los tres colectivos bosnios principales enunciados anteriormente son étnicamente eslavos, y comparten un único sistema lingüístico (el denominado serbocroata) realizado en tres formas estilísticas estándar y varios dialectos. Durante el último decenio las tres colectividades han acentuado el factor religioso como símbolo de identidad y de pertenencia a una de las tres comunidades.
| Grupo étnico                          | censo 1948 | censo 1948 | censo 1953 | censo 1953 | censo 1961 | censo 1961 | censo 1971 | censo 1971 | censo 1981 | censo 1981 | censo 1991 | censo 1991 | censo UNHCR 1996 | censo UNHCR 1996 | censo 2013 | censo 2013 | cambio 1991–2013 | cambio 1991–2013 |
| Grupo étnico                          | Número     | %          | Número     | %          | Número     | %          | Número     | %          | Número     | %          | Número     | %          | Número           | %                | Número     | %          | Número           | %                |
| ------------------------------------- | ---------- | ---------- | ---------- | ---------- | ---------- | ---------- | ---------- | ---------- | ---------- | ---------- | ---------- | ---------- | ---------------- | ---------------- | ---------- | ---------- | ---------------- | ---------------- |
| Bosnios                               | 788,403    | 30.7       | 891,800    | 31.3       | 842,248    | 25.7       | 1,482,430  | 39.6       | 1,629,924  | 39.5       | 1,902,956  | 43.48      | 1,805,910        | 46.1             | 1,769,592  | 50.11      | -133,364         | +6.63pp          |
| Serbios de Bosnia y Herzegovina       | 1,136,116  | 44.3       | 1,264,372  | 44.4       | 1,406,057  | 42.9       | 1,393,148  | 37.2       | 1,320,644  | 32.0       | 1,366,104  | 31.22      | 1,484,530        | 37.9             | 1,086,733  | 30.78      | -279,371         | -0.44pp          |
| Croatas de Bosnia y Herzegovina       | 614,123    | 23.9       | 654,229    | 23.0       | 711,665    | 21.7       | 772,491    | 20.6       | 758,136    | 18.4       | 760,852    | 17.39      | 571,317          | 14.6             | 544,780    | 15.43      | -216,072         | -1.96pp          |
| Yugoeslavos                           |            |            |            |            | 275,883    | 8.4        | 43,796     | 1.2        | 326,280    | 7.9        | 242,682    | 5.55       |                  |                  | 2,570      | 0.07       |                  |                  |
| Montenegrinos de Bosnia y Herzegovina | 3,094      | 0.1        | 7,336      | 0.3        | 12,828     | 0.4        | 13,021     | 0.3        | 14,114     | 0.3        | 10,071     | 0.23       |                  |                  | 1,883      | 0.05       |                  |                  |
| Gitanos                               | 442        | 0.0        | 2,297      | 0.1        | 588        | 0.0        | 1,456      | 0.0        | 7,251      | 0.2        | 8,864      | 0.20       |                  |                  | 12,583     | 0.36       |                  |                  |
| Albanos                               |            |            |            |            | 3,642      | 0.1        | 3,764      | 0.1        | 4,396      | 0.1        | 4,925      | 0.11       |                  |                  | 2,569      | 0.07       |                  |                  |
| Otros/no declarados                   | 23,099     | 0.9        | 27,756     | 1.0        | 28,679     | 0.8        | 36,005     | 1          | 63,263     | 1.5        | 80,579     | 1.84       | 58,196           | 1.5              | 110,449    | 3.13       |                  |                  |
| Total                                 | 2,565,277  | 2,565,277  | 2,847,790  | 2,847,790  | 3,277,948  | 3,277,948  | 3,746,111  | 3,746,111  | 4,124,008  | 4,124,008  | 4,377,033  | 4,377,033  | 3,919,953        | 3,919,953        | 3,531,159  | 3,531,159  |                  |                  |

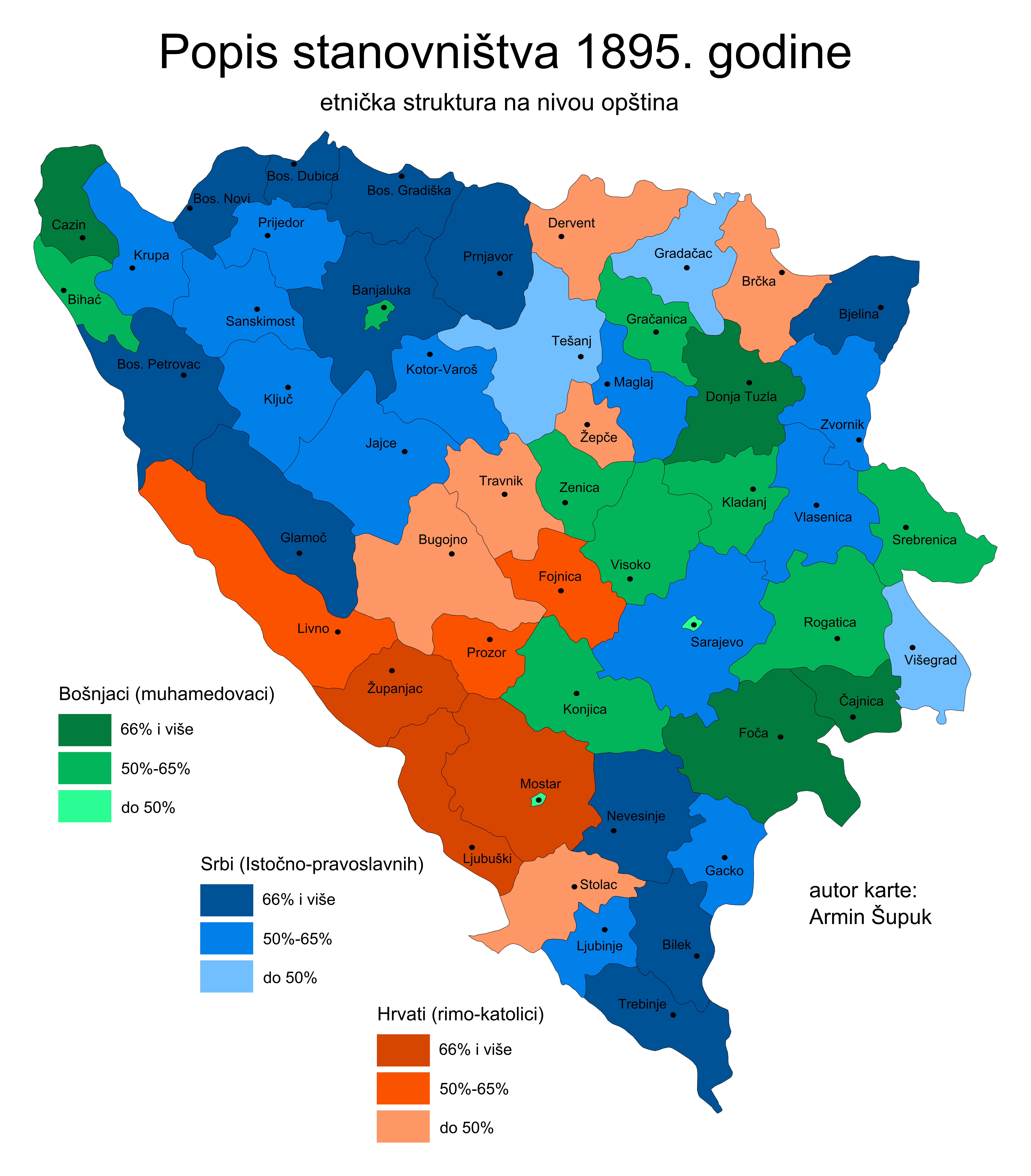
Estructura étnica in 1895
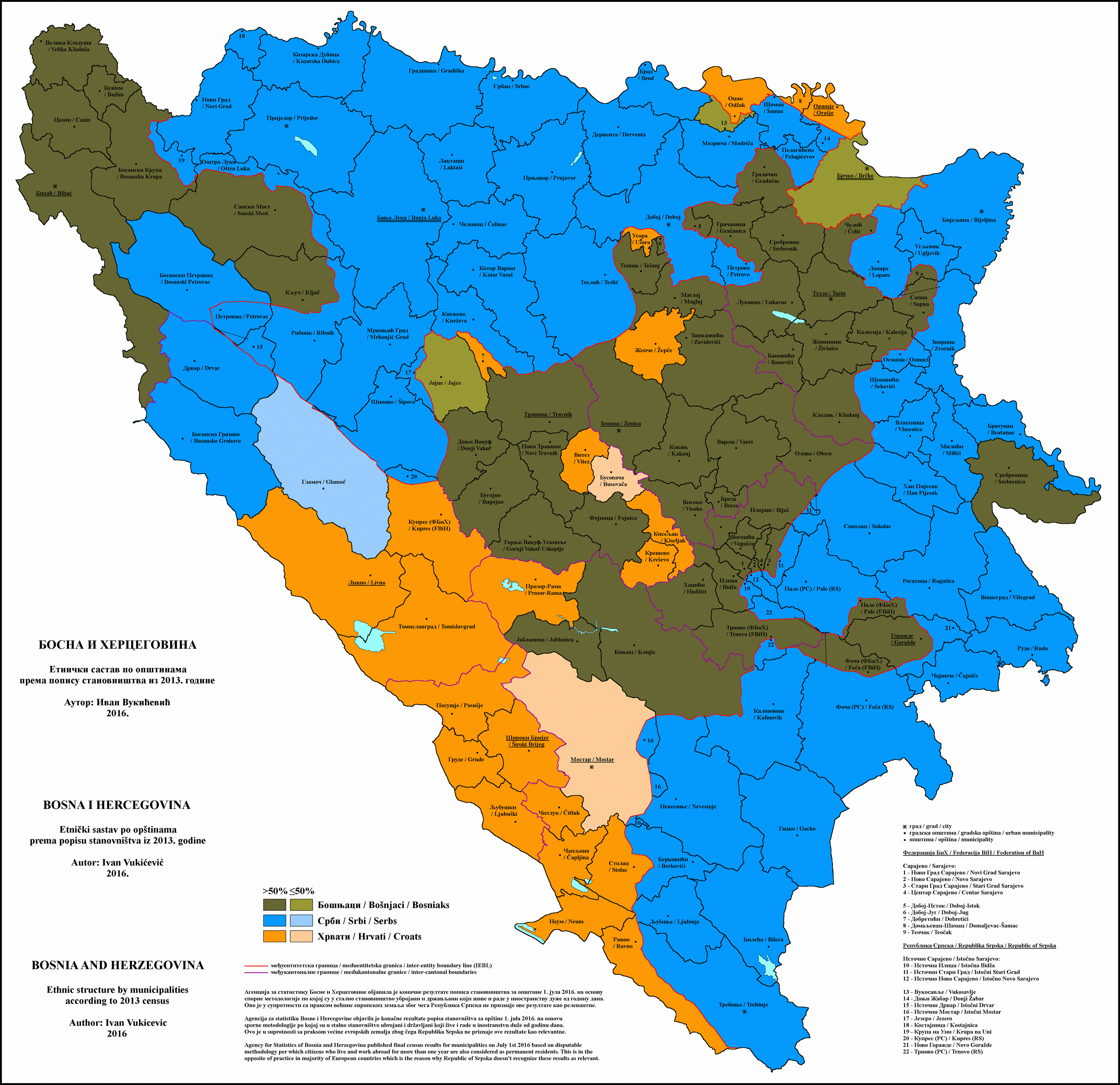
Estructura étnica de Bosnia y Herzegovina por municipios en el 2013
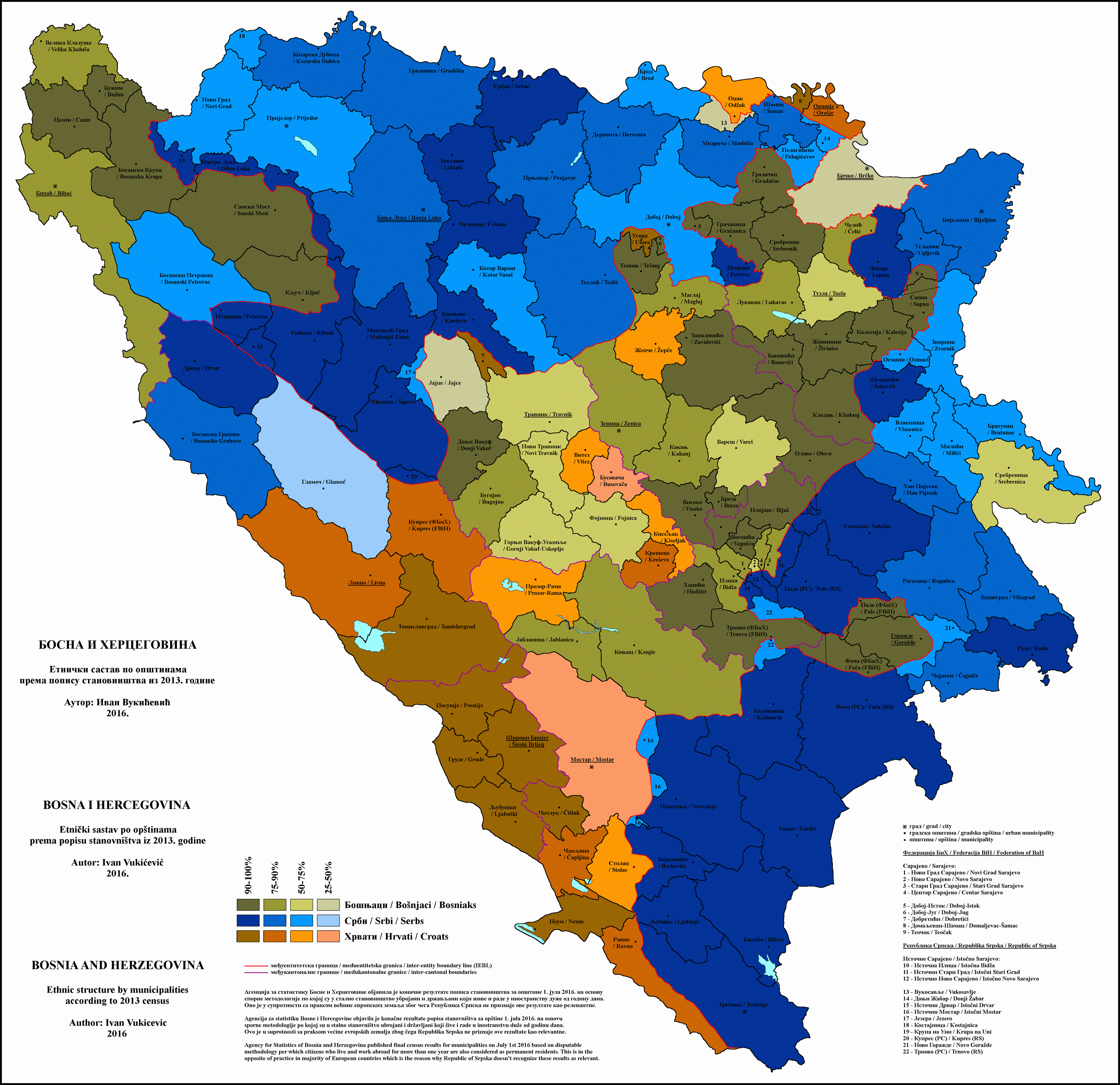
Estructura étnica de Bosnia y Herzegovina por municipios en el 2013
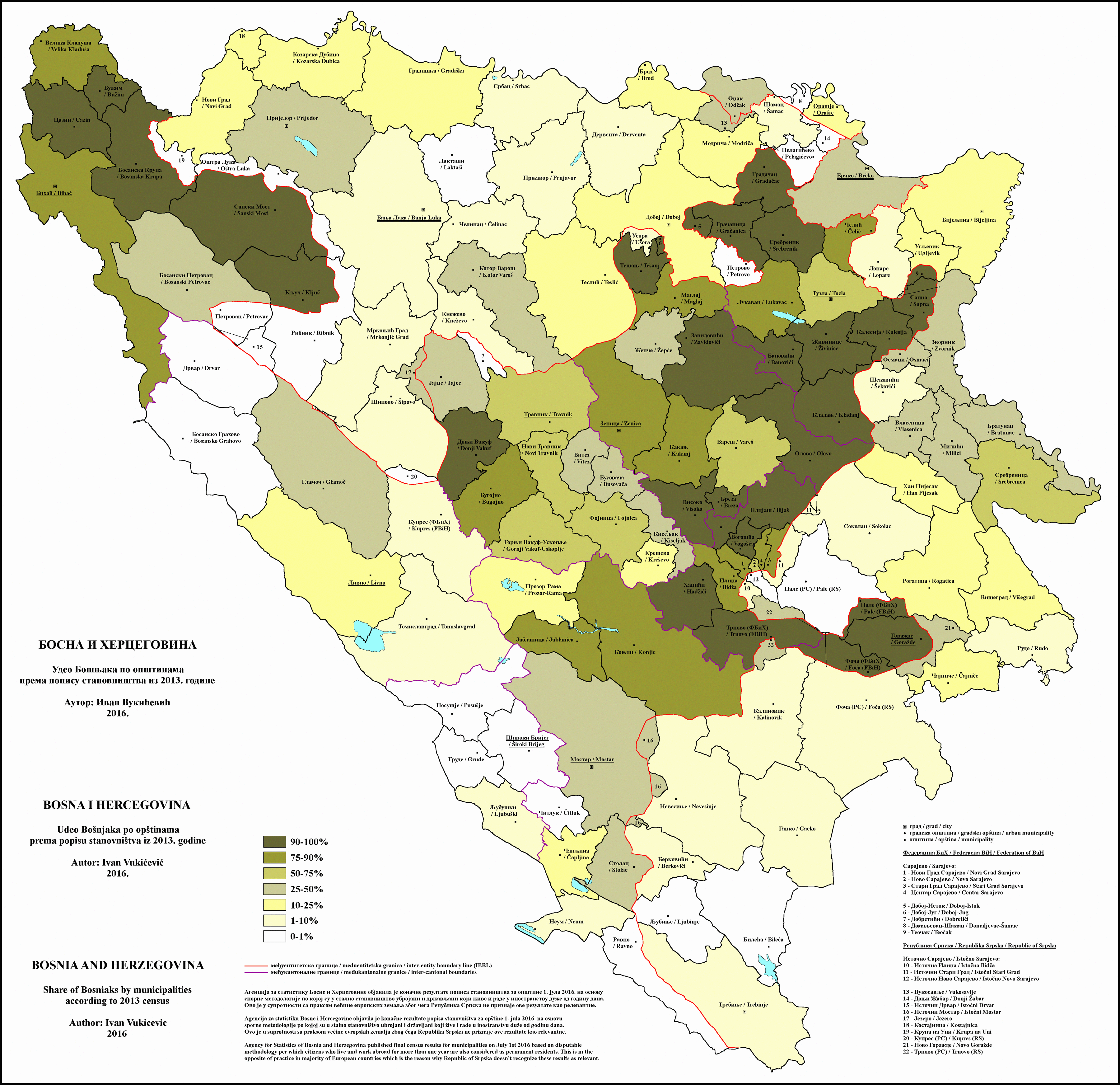
Porcentaje de Bosnios de Bosnia y Herzegovina por municipios en el 2013
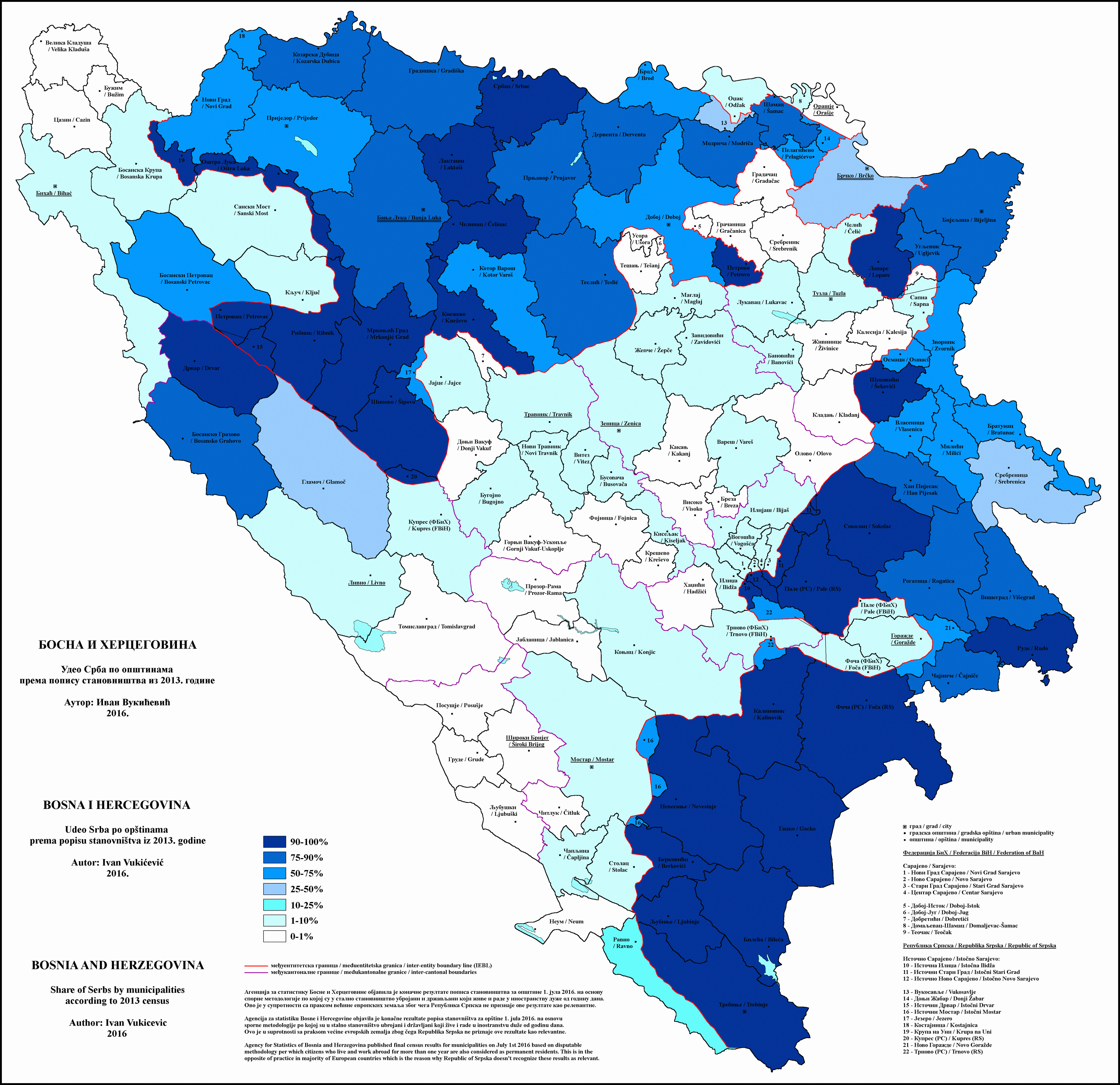
Porcentaje de Serbios de Bosnia y Herzegovina por municipios en el 2013
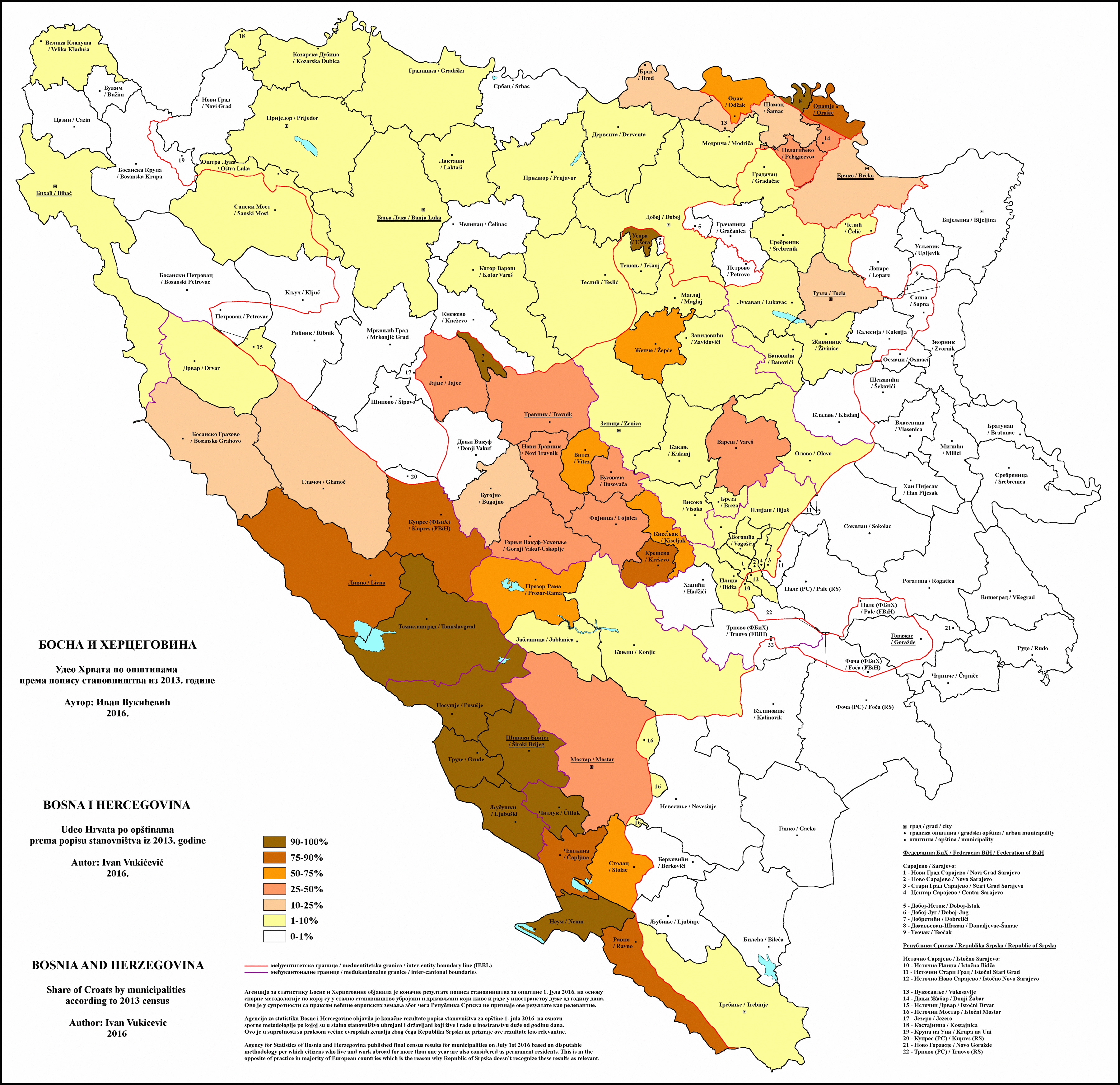
Porcentaje de Croatas de Bosnia y Herzegovina por municipios en el 2013

## Religión
De acuerdo al censo del 2013, un 50.7% de la población se identifica como musulmana, un 30.75% como Cristianos ortodoxos de la iglesia ortodoxa serbia, 15.19% como católico, 1.15% como otros y un 1.1% como ateos o agnósticos, con el resto de personas encuestadas sin una respuesta clara. Una encuesta del 2012 encontró que un 47% de los musulmanes bosnios no tienen una denominación clara, mientras que el 45% se denominan como Sunitas.
En Bosnia y Herzegovina, la religión está íntimamente ligada a cada una de las etnias del país, siendo la mayoría de los bosnios musulmanes, los croatas católicos y los serbios cristianos ortodoxos.

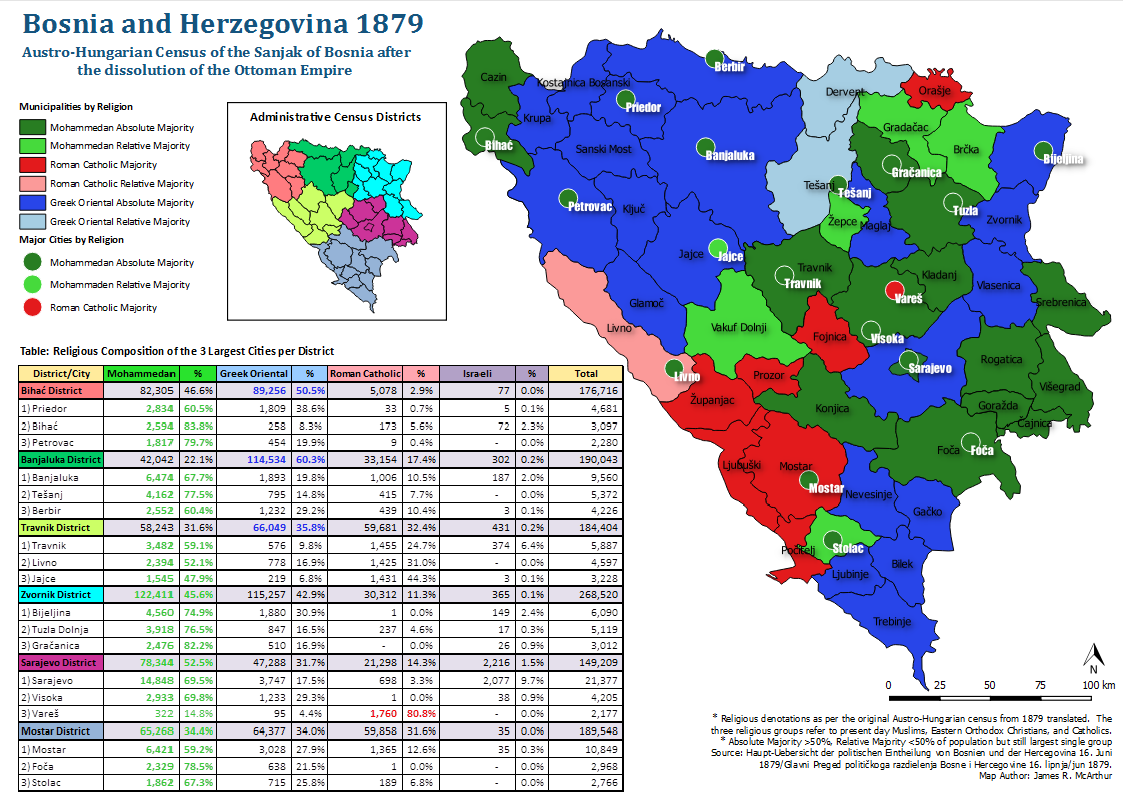
Estructura religiosa de Bosnia y Herzegovina en 1879
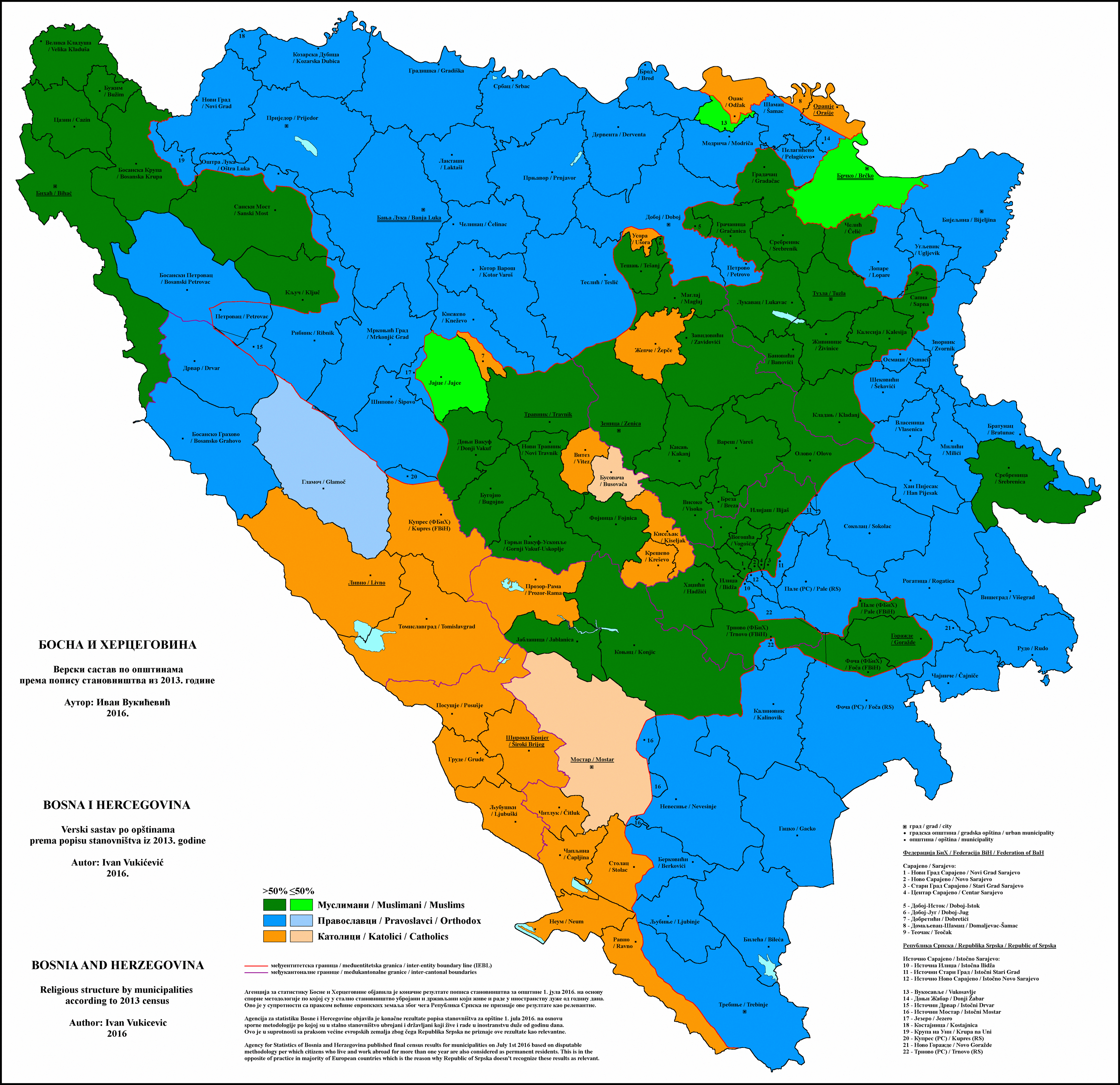
Estructura religiosa de Bosnia y Herzegovina por municipios en 2013
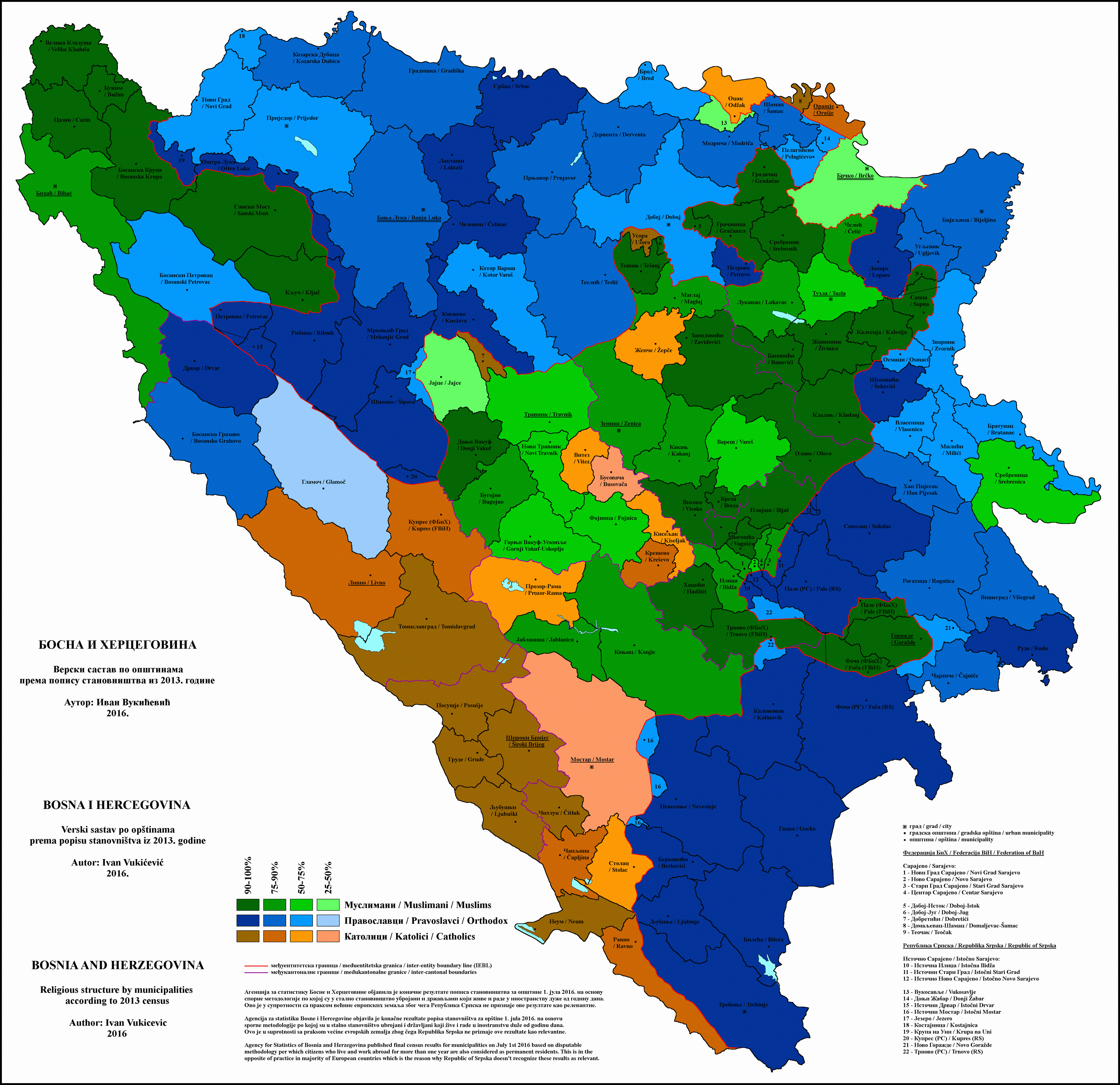
Estructura religiosa de Bosnia y Herzegovina por municipios en 2013
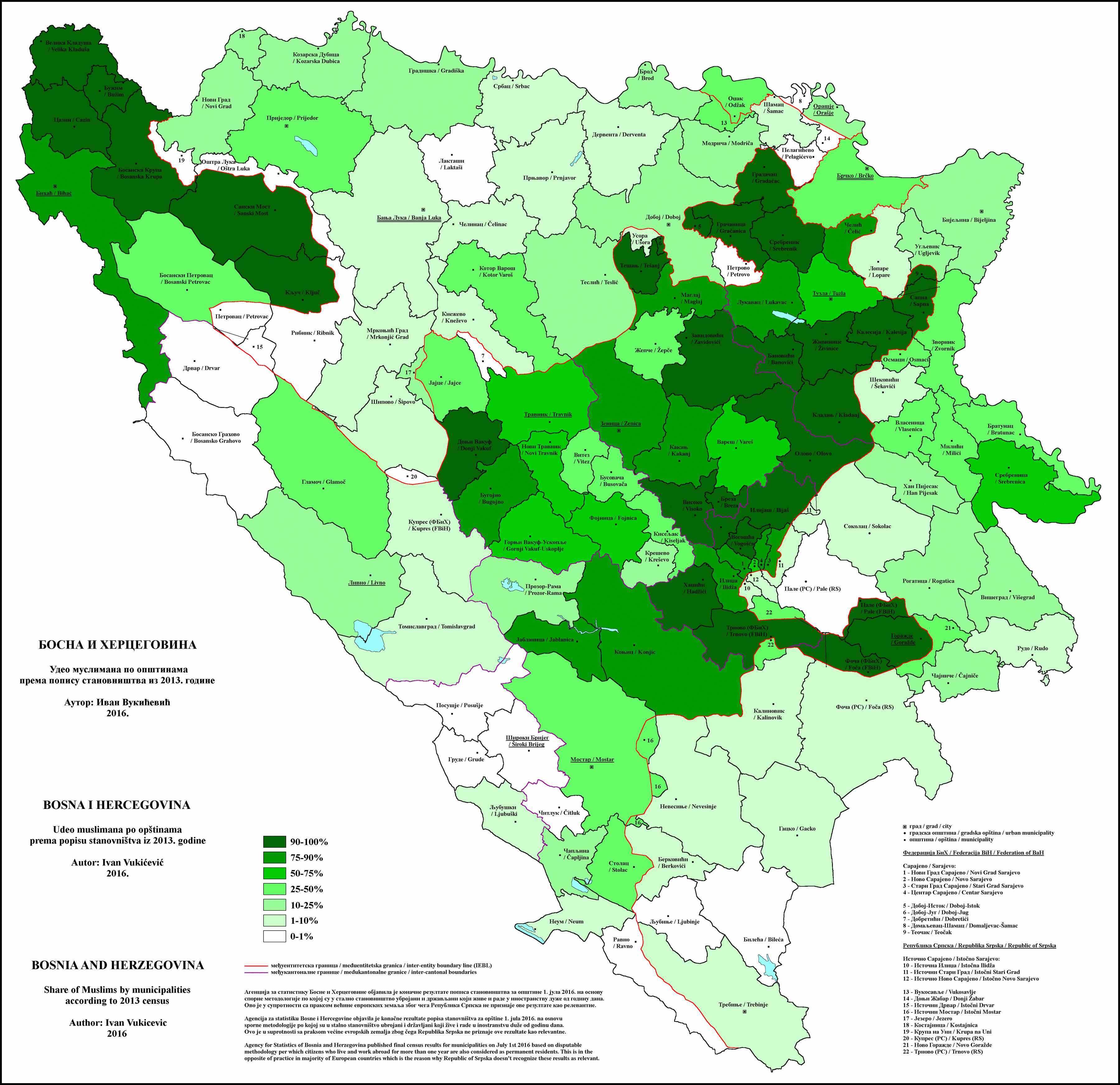
Porcentaje de musulmanes en Bosnia y Herzegovina por municipios en 2013
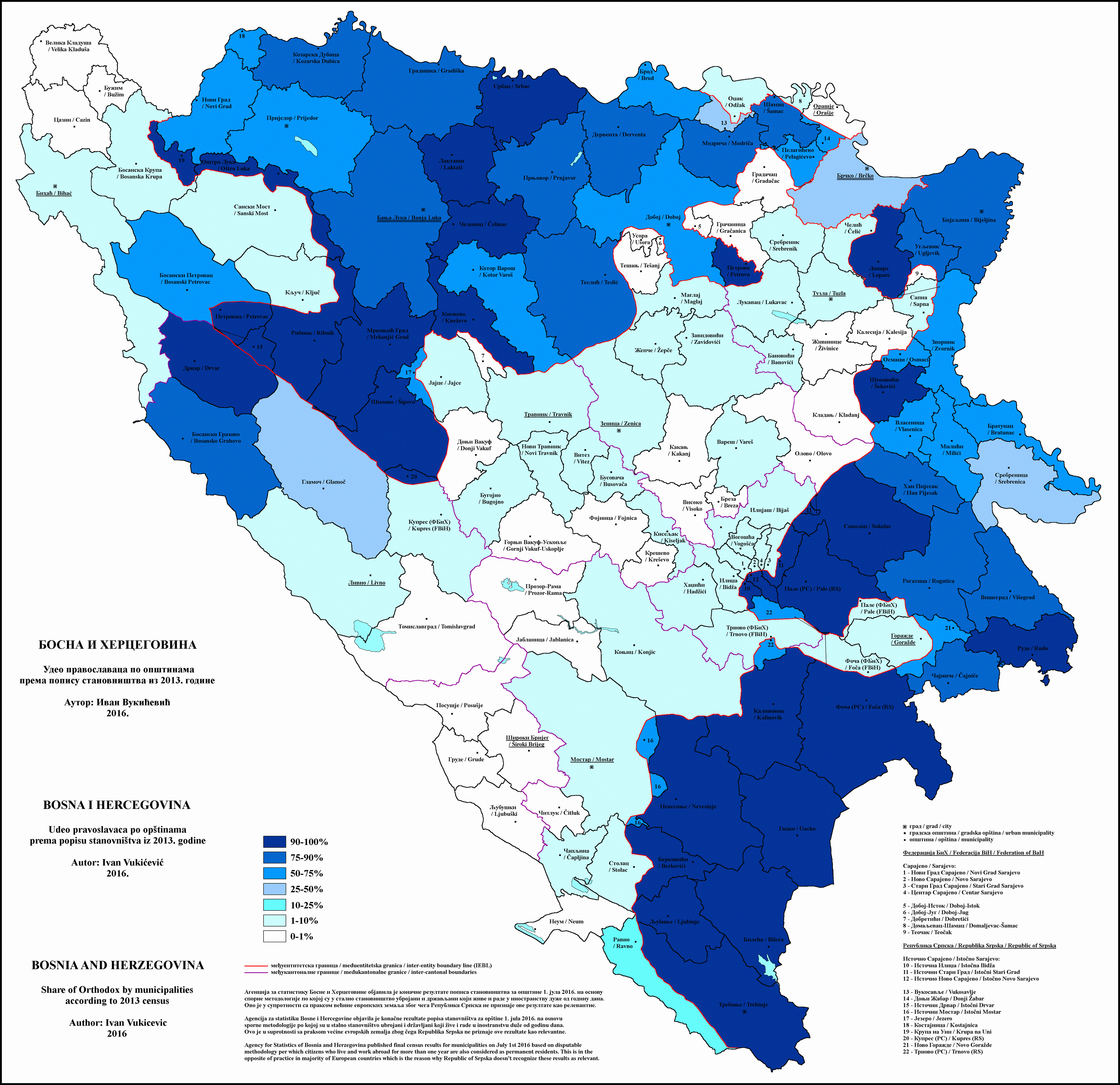
Porcentaje de cristianos ortodoxos en Bosnia and Herzegovina por municipios en 2013
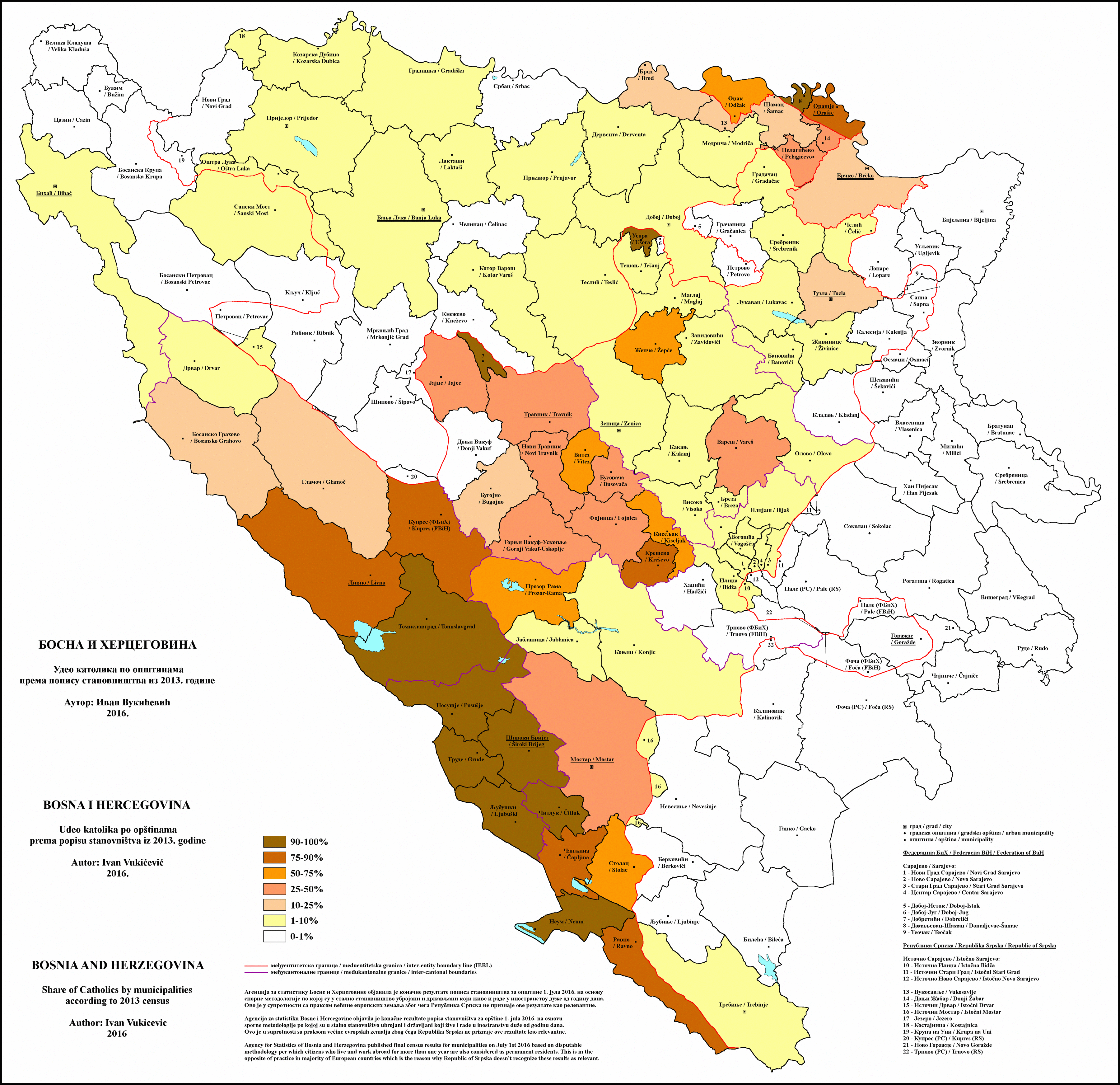
Porcentaje de católicos en Bosnia y Herzegovina por municipios en 2013

## Estadísticas vitales
Fuente: Agencia de estadísticas de Bosnia y Herzegovina
|        | Población | Nacidos vivos | Muertes | Cambio natural | Tasa cruda de nacimientos (por 1000) | Tasa cruda de mortalidad (por 1000) | Cambio natural(por 1000) | Tasa de fertilidad total | Población femenina fértil (15–49 años) |
| ------ | --------- | ------------- | ------- | -------------- | ------------------------------------ | ----------------------------------- | ------------------------ | ------------------------ | -------------------------------------- |
| 1950   | 2,662,010 | 102,680       | 35,991  | 66,689         | 38.6                                 | 13.5                                | 25.1                     | 5.12                     | 688,118                                |
| 1951   | 2,721,009 | 92,330        | 46,358  | 45,972         | 33.9                                 | 17.0                                | 16.9                     | 4.53                     | 711,183                                |
| 1952   | 2,790,991 | 112,216       | 34,817  | 77,399         | 40.2                                 | 12.5                                | 27.7                     | 5.34                     | 734,246                                |
| 1953   | 2,863,124 | 110,373       | 41,199  | 69,174         | 38.5                                 | 14.4                                | 24.2                     | 4.84                     | 757,312                                |
| 1954   | 2,916,007 | 115,854       | 35,158  | 80,696         | 39.7                                 | 12.1                                | 27.7                     | 4.86                     | 779,044                                |
| 1955   | 2,973,986 | 110,866       | 40,513  | 70,353         | 37.3                                 | 13.6                                | 23.7                     | 4.46                     | 800,776                                |
| 1956   | 3,025,000 | 111,561       | 38,320  | 73,241         | 36.9                                 | 12.7                                | 24.2                     | 4.30                     | 822,508                                |
| 1957   | 3,076,006 | 102,649       | 36,830  | 65,819         | 33.4                                 | 12.0                                | 21.4                     | 3.81                     | 837,959                                |
| 1958   | 3,126,012 | 110,332       | 30,123  | 80,209         | 35.3                                 | 9.6                                 | 25.7                     | 3.97                     | 846,609                                |
| 1959   | 3,185,005 | 108,123       | 32,507  | 75,616         | 33.9                                 | 10.2                                | 23.7                     | 3.94                     | 827,395                                |
| 1960   | 3,240,010 | 110,499       | 33,360  | 77,139         | 34.1                                 | 10.3                                | 23.8                     | 4.00                     | 824,951                                |
| 1961   | 3,291,684 | 108,076       | 29,413  | 78,663         | 32.8                                 | 8.9                                 | 23.9                     | 3.91                     | 822,510                                |
| 1962   | 3,368,774 | 106,826       | 31,087  | 75,739         | 31.7                                 | 9.2                                 | 22.5                     | 3.65                     | 869,624                                |
| 1963   | 3,444,107 | 104,239       | 29,161  | 75,078         | 30.3                                 | 8.5                                 | 21.8                     | 3.56                     | 871,651                                |
| 1964   | 3,517,207 | 101,147       | 29,846  | 71,301         | 28.8                                 | 8.5                                 | 20.3                     | 3.44                     | 889,908                                |
| 1965   | 3,589,486 | 101,351       | 27,814  | 73,537         | 28.2                                 | 7.7                                 | 20.5                     | 3.49                     | 900,857                                |
| 1966   | 3,667,002 | 97,689        | 25,138  | 72,551         | 26.6                                 | 6.9                                 | 19.8                     | 3.33                     | 925,078                                |
| 1967   | 3,735,394 | 92,972        | 26,195  | 66,777         | 24.9                                 | 7.0                                 | 17.9                     | 3.12                     | 955,094                                |
| 1968   | 3,750,866 | 89,134        | 26,031  | 63,103         | 23.8                                 | 6.9                                 | 16.8                     | 2.96                     | 982,298                                |
| 1969   | 3,710,120 | 87,687        | 27,805  | 59,882         | 23.6                                 | 7.5                                 | 16.1                     | 2.83                     | 1,020,223                              |
| 1970   | 3,708,455 | 79,296        | 26,355  | 52,941         | 21.4                                 | 7.1                                 | 14.3                     | 2.53                     | 1,033,655                              |
| 1971   | 3,759,893 | 82,694        | 24,915  | 57,779         | 22.0                                 | 6.6                                 | 15.4                     | 2.83                     | 986,183                                |
| 1972   | 3,818,703 | 82,068        | 26,844  | 55,224         | 21.5                                 | 7.0                                 | 14.5                     | 2.72                     | 1,017,070                              |
| 1973   | 3,871,815 | 77,896        | 24,672  | 53,224         | 20.1                                 | 6.4                                 | 13.7                     | 2.50                     | 1,036,884                              |
| 1974   | 3,924,760 | 77,833        | 23,661  | 54,172         | 19.8                                 | 6.0                                 | 13.8                     | 2.40                     | 1,059,110                              |
| 1975   | 3,976,913 | 78,844        | 25,571  | 53,273         | 19.8                                 | 6.4                                 | 13.4                     | 2.35                     | 1,083,575                              |
| 1976   | 4,033,031 | 79,061        | 25,178  | 53,883         | 19.6                                 | 6.2                                 | 13.4                     | 2.28                     | 1,109,709                              |
| 1977   | 4,085,918 | 75,669        | 24,821  | 50,848         | 18.5                                 | 6.1                                 | 12.4                     | 2.13                     | 1,129,991                              |
| 1978   | 4,134,878 | 73,306        | 26,016  | 47,290         | 17.7                                 | 6.3                                 | 11.4                     | 2.01                     | 1,144,451                              |
| 1979   | 4,147,344 | 71,120        | 25,370  | 45,750         | 17.1                                 | 6.1                                 | 11.0                     | 1.94                     | 1,145,091                              |
| 1980   | 4,125,486 | 70,928        | 26,115  | 44,813         | 17.2                                 | 6.3                                 | 10.9                     | 1.90                     | 1,145,732                              |
| 1981   | 4,136,196 | 71,031        | 26,222  | 44,809         | 17.2                                 | 6.3                                 | 10.8                     | 2.03                     | 1,106,551                              |
| 1982   | 4,154,000 | 73,375        | 26,775  | 46,600         | 17.7                                 | 6.4                                 | 11.2                     | 2.03                     | 1,117,748                              |
| 1983   | 4,178,000 | 74,296        | 29,999  | 44,297         | 17.8                                 | 7.2                                 | 10.6                     | 2.02                     | 1,132,571                              |
| 1984   | 4,203,000 | 74,539        | 29,046  | 45,493         | 17.7                                 | 6.9                                 | 10.8                     | 1.98                     | 1,133,955                              |
| 1985   | 4,227,000 | 72,722        | 28,966  | 43,756         | 17.2                                 | 6.9                                 | 10.4                     | 1.91                     | 1,161,934                              |
| 1986   | 4,251,000 | 71,203        | 29,127  | 42,076         | 16.7                                 | 6.9                                 | 9.9                      | 1.85                     | 1,166,222                              |
| 1987   | 4,275,000 | 70,898        | 29,382  | 41,516         | 16.6                                 | 6.9                                 | 9.7                      | 1.82                     | 1,174,522                              |
| 1988   | 4,299,000 | 70,711        | 29,555  | 41,156         | 16.4                                 | 6.9                                 | 9.6                      | 1.80                     | 1,170,568                              |
| 1989   | 4,323,000 | 66,809        | 30,383  | 36,426         | 15.5                                 | 7.0                                 | 8.4                      | 1.70                     | 1,167,038                              |
| 1990   | 4,347,000 | 66,952        | 29,093  | 37,859         | 15.4                                 | 6.7                                 | 8.7                      | 1.71                     | 1,193,571                              |
| 1991   | 4,377,033 | 65,430        | 31,411  | 34,019         | 14.9                                 | 7.2                                 | 7.8                      | 1.89                     | 1,100,615                              |
| 19921) |           |               |         |                |                                      |                                     |                          |                          |                                        |
| 19931) |           |               |         |                |                                      |                                     |                          |                          |                                        |
| 19941) |           |               |         |                |                                      |                                     |                          |                          |                                        |
| 19951) |           |               |         |                |                                      |                                     |                          |                          |                                        |
| 1996   | 3,530,799 | 46,594        | 25,152  | 21,442         | 13.2                                 | 7.1                                 | 6.1                      | 1.93                     | 863,535                                |
| 1997   | 3,529,909 | 48,061        | 27,875  | 20,186         | 13.6                                 | 7.9                                 | 5.7                      | 2.00                     | 863,273                                |
| 1998   | 3,529,573 | 45,007        | 28,679  | 16,328         | 12.8                                 | 8.1                                 | 4.6                      | 1.87                     | 863,131                                |
| 1999   | 3,527,549 | 42,464        | 28,637  | 13,827         | 12.0                                 | 8.1                                 | 3.9                      | 1.76                     | 862,607                                |
| 2000   | 3,524,627 | 39,563        | 30,482  | 9,081          | 11.2                                 | 8.6                                 | 2.6                      | 1.64                     | 861,884                                |
| 2001   | 3,521,310 | 37,717        | 30,325  | 7,392          | 10.7                                 | 8.6                                 | 2.1                      | 1.57                     | 861,073                                |
| 2002   | 3,517,955 | 36,485        | 30,831  | 5,654          | 10.4                                 | 8.8                                 | 1.6                      | 1.51                     | 860,588                                |
| 2003   | 3,514,019 | 34,691        | 32,018  | 2,673          | 9.9                                  | 9.1                                 | 0.8                      | 1.44                     | 859,706                                |
| 2004   | 3,509,542 | 33,862        | 32,223  | 1,639          | 9.6                                  | 9.2                                 | 0.5                      | 1.42                     | 853,854                                |
| 2005   | 3,505,037 | 33,233        | 33,925  | -692           | 9.5                                  | 9.7                                 | -0.2                     | 1.40                     | 848,006                                |
| 2006   | 3,501,621 | 33,038        | 32,652  | 386            | 9.4                                  | 9.3                                 | 0.1                      | 1.39                     | 847,935                                |
| 2007   | 3,498,023 | 32,801        | 34,392  | -1,591         | 9.4                                  | 9.8                                 | -0.5                     | 1.38                     | 847,820                                |
| 2008   | 3,493,737 | 34,023        | 33,871  | 152            | 9.7                                  | 9.7                                 | 0.0                      | 1.43                     | 847,785                                |
| 2009   | 3,491,327 | 34,449        | 34,709  | -260           | 9.9                                  | 9.9                                 | -0.1                     | 1.44                     | 847,332                                |
| 2010   | 3,488,441 | 33,445        | 34,905  | -1,460         | 9.6                                  | 10.0                                | -0.4                     | 1.40                     | 849,272                                |
| 2011   | 3,484,154 | 31,694        | 34,820  | -3,126         | 9.1                                  | 10.0                                | -0.9                     | 1.32                     | 847,004                                |
| 2012   | 3,479,234 | 32,414        | 35,578  | -3,164         | 9.3                                  | 10.2                                | -0.9                     | 1.37                     | 837,868                                |
| 2013   | 3,473,720 | 30,551        | 35,379  | -4,828         | 8.8                                  | 10.2                                | -1.4                     | 1.30                     | 821,886                                |
| 2014   | 3,466,388 | 30,134        | 35,692  | -5,558         | 8.7                                  | 10.3                                | -1.6                     | 1.30                     | 820,215                                |
| 2015   | 3,456,394 | 29,647        | 37,876  | -8,229         | 8.6                                  | 11.0                                | -2.4                     | 1.28                     | 810,205                                |
| 2016   | 3,447,001 | 29,985        | 36,065  | -6,080         | 8.7                                  | 10.5                                | -1.8                     | 1.30                     | 806,221                                |
| 2017   | 3,437,453 | 30,061        | 37,453  | -7,392         | 8.7                                  | 10.9                                | -2.2                     | 1.31                     | 798,190                                |
| 2018   | 3,427,369 | 29,328        | 37,237  | -7,909         | 8.6                                  | 10.9                                | -2.3                     | 1.29                     | 789,815                                |
| 2019   | 3,415,752 | 28,192        | 38,237  | -10,045        | 8.3                                  | 11.2                                | -2.9                     | 1.26                     | 782,369                                |
| 2020   | 3,403,638 | 27,156        | 43,808  | -16,652        | 8.0                                  | 12.9                                | -4.9                     | 1.23                     | 772,876                                |